# 잠실 푸르지오 월드마크
잠실 푸르지오 월드마크(영어: Jamsil Prugio Worldmark)는 대한민국 서울특별시 송파구 잠실동에 위치한 아파트 단지이다. 아파트 288세대와 오피스텔 99세대로 구성되고 지상 39층, 지하 4층으로 구성되어 있고 높이는 150m이다. 단지 내에는 복합상가인 '켄달스퀘어'가 있다.

## 내부 시설
다음은 잠실 푸르지오 월드마크의 내부 시설이다.
| 층수                | 시설             |
| ------------------- | ---------------- |
| 10층 ~ 39층         | 아파트           |
| 9층                 | 주민시설 및 공원 |
| 4층 ~ 8층           | 오피스텔         |
| 1층 ~ 3층           | 상가             |
| 지하 1층            | 상가             |
| 지하 4층 ~ 지하 2층 | 지하주차장       |

## 갤러리

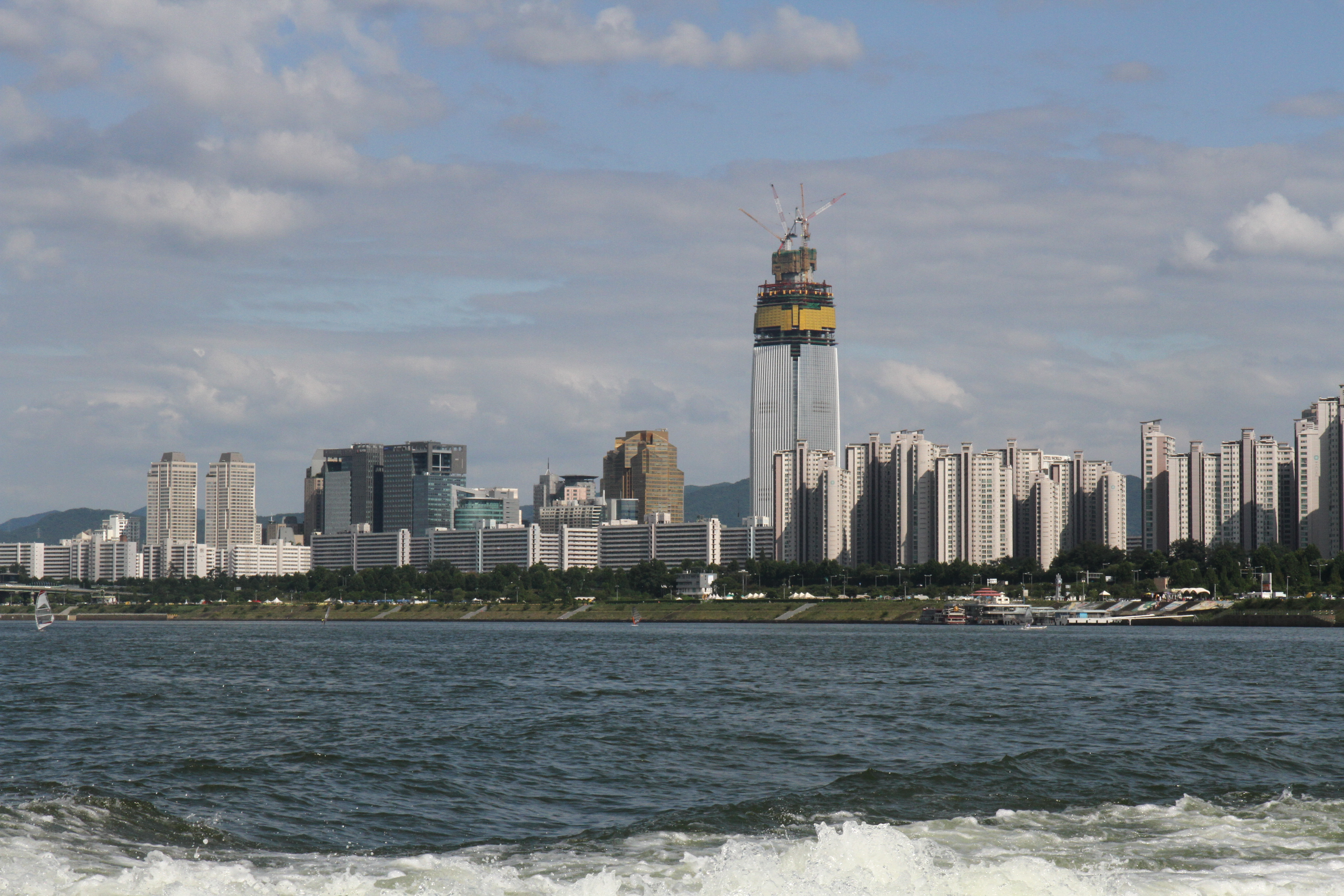
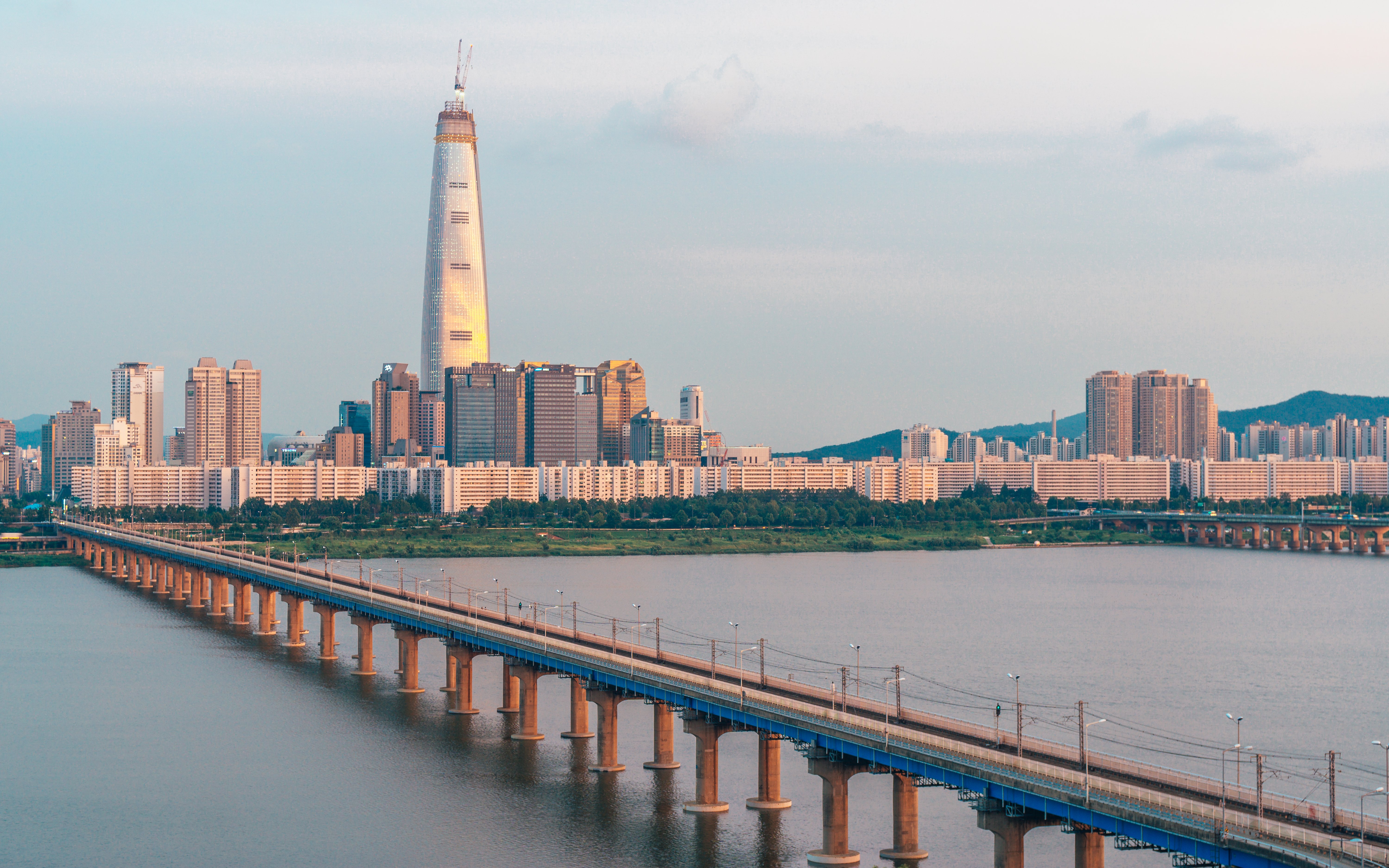
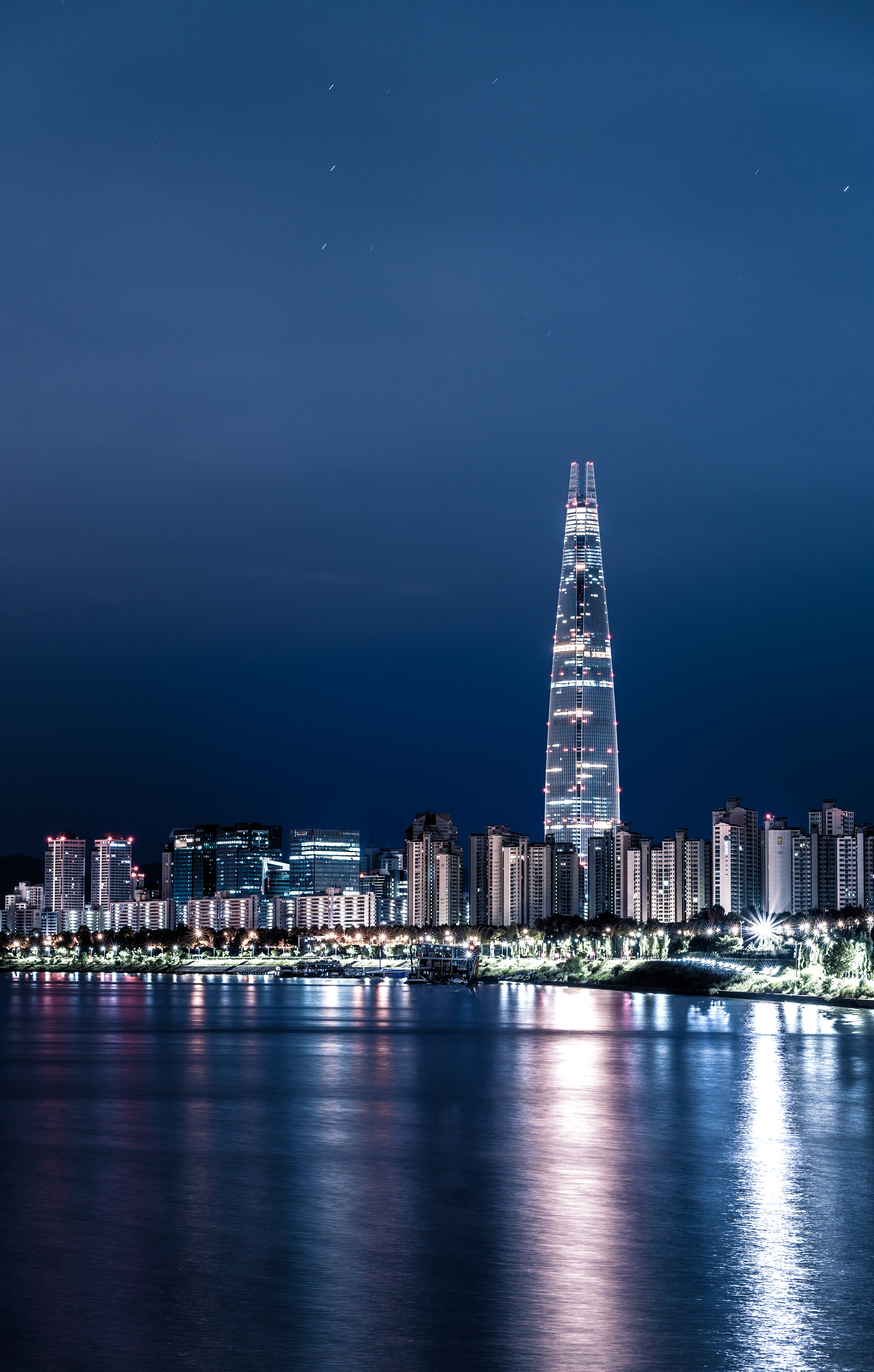
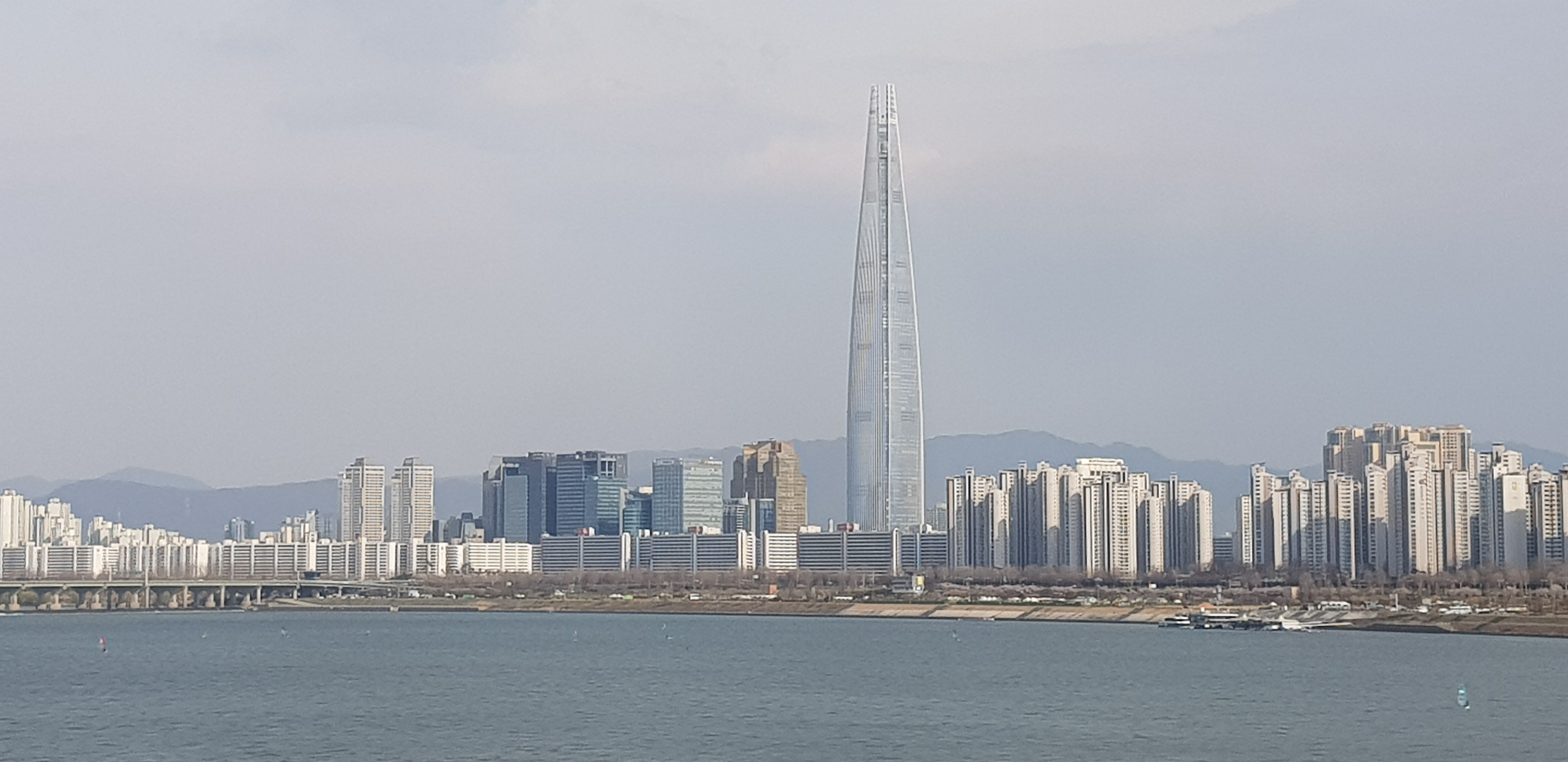
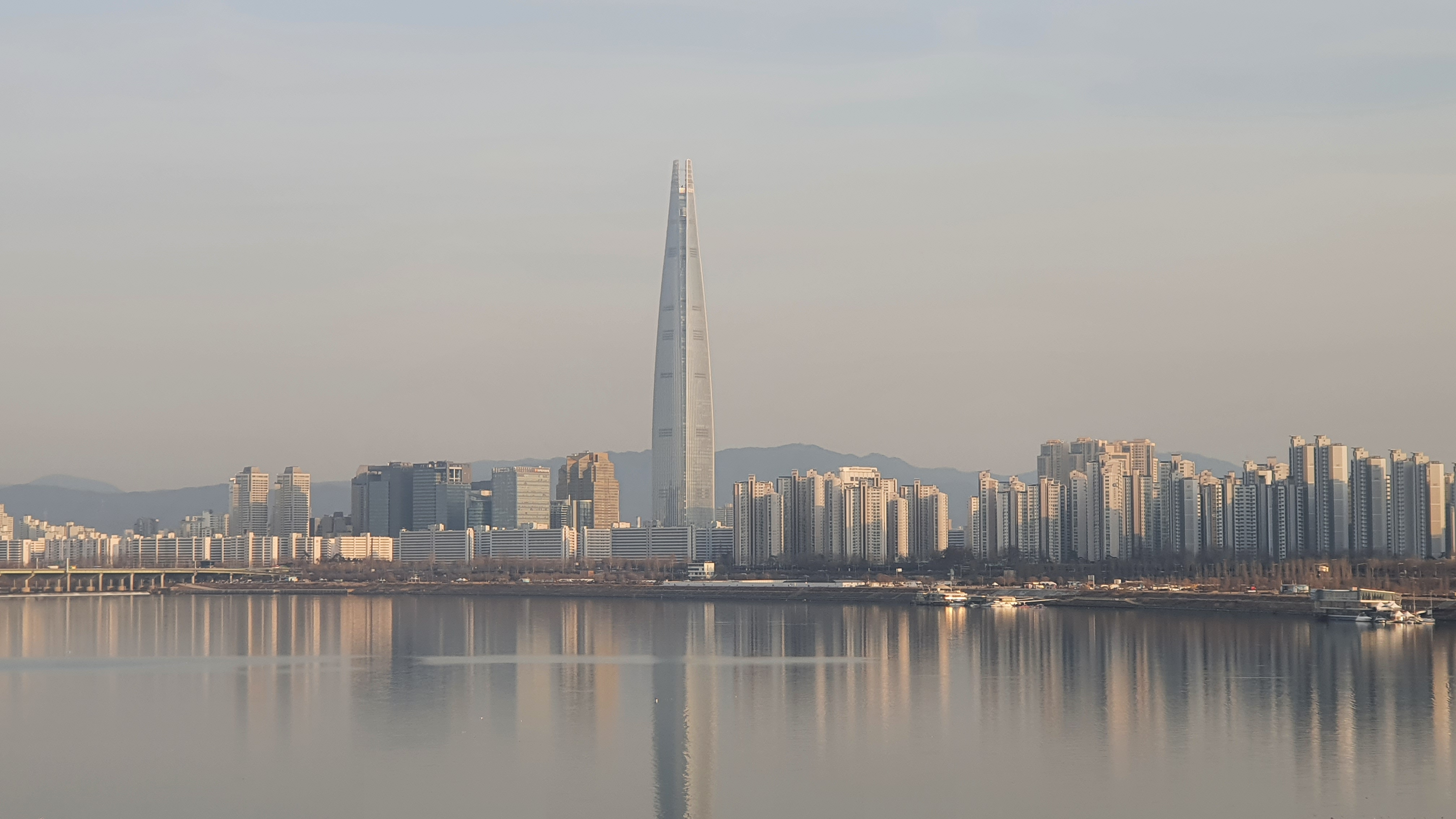

## 같이 보기
- 서울특별시의 마천루 목록
- 서울 송파구의 마천루 목록